# Fællesrepræsentationen for dansk Industri og Haandværk
Fællesrepræsentationen for dansk Industri og Haandværk var en sammenslutning af danske håndværker- og industriforeninger i en hovedorganisation, der blev stiftet 1879. I 1950 blev den lagt sammen med Håndværksrådet.
Tanken om sammenslutning af enkelte håndværkerforeninger havde tidligere været fremme, men væsentligst kun taget sigte på sammenslutning inden for de enkelte landsdele. Stødet til dannelsen af Fællesrepræsentationen udgik fra de af jyske håndværkerforeninger oprettede lotterier på initiativ af disses formand, adjunkt Bischoff i Randers og begyndte med en sammenslutning af 69 foreninger, repræsenterende i alt 20.111 medlemmer, der i 1920 var nået op på 415 foreninger, repræsenterende ca. 70.500 medlemmer. Fællesrepræsentationen faldt i 3 afdelinger, en for København, en for Østifterne og en for Jylland. Inden for hver afdeling valgte hver enkelt forening i forhold til sit medlemstal delegerede, der hvert andet år trådte sammen i 3 delegeretmøder, et for hver afdeling, medens de hvert andet år trådte sammen til et fællesmøde. Fællesrepræsentationen var ledet af en hovedbestyrelse, der havde sæde i København. Den udgav et dagblad: For Industri og Haandværk, og dens formål var i al almindelighed at virkede for håndværkets og industriens interesser (med undtagelse af arbejderspørgsmål, der henhørte under Dansk Arbejdsgiver- og Mesterforening).
De opgaver, Fællesrepræsentationen røgtede, var dog i alt væsentligt håndværkets interesser, og arbejdet var i så henseende ikke uden brydninger med Industrien og dennes organisationer. Årsagen heri må søges i at Fællesrepræsentationen i alt væsentligt var en håndværkerorganisation og blev stiftet af organisationer, der i overvejende grad tilhørte håndværket. Den dannedes på en tid, da håndværket endnu var optaget af virkningerne af den 1862 ikrafttrådte Næringslov, og arbejdet på at få denne forandret i retning af indførelse af tvungne fagprøver og tvungne mesterorganisationer gik i lange tider som en understrøm gennem alt Fællesrepræsentationens arbejde.
Efterhånden som interessen for en sådan forandring imidlertid tabte terræn, arbejdede Fællesrepræsentationen uden at fremsætte bestemte teorier om næringsvæsenets ordning med held på løsningen af en række konkrete opgaver til gavn for håndværket, således organiseringen af frivillige svendeprøver, fremme af den tekniske skoleundervisning, arbejde for afholdelse af vandreudstillinger og lokale håndværksudstillinger, forøget indflydelse på administration og lovgivningsmagt i håndværkerspørgsmål m.m. Forud for rigsdagsvalgene i 1918 søgte Fællesrepræsentationen for dansk Industri og Haandværk at etablere sig som politisk parti under navnet Erhvervspartiet, men den opgav sit engagement på grund af indre splid. Derimod spillede organisationen en succesrig rolle ved integrationen af de sønderjyske håndværkere efter Genforeningen.
Som en reaktion på organisationens manglende slagkraft stiftedes i 1940 organisationen Haandværksraadet. I 1950 blev de to organisationer sluttet sammen under den sidstnævntes navn.

## Formænd
Denne liste er ufuldstændig; hjælp gerne med at udfylde den.
- 1879-1883 Georg Christensen (døde i embedet)
- 1883-1889 Philip Schou
- 1889-1914 Axel Meyer (døde i embedet)
- 1915-1933 Johannes Pitzner (døde i embedet)